# Nørrevang Sogn
Nørrevang Sogn 
ist eine Kirchspielsgemeinde (dän.: Sogn)
auf der Insel Sjælland im südlichen Dänemark.
Bis 1970 gehörte sie zur Harde Slagelse Herred im damaligen Sorø Amt, danach zur Slagelse Kommune im Vestsjællands Amt, die im Zuge der  Kommunalreform zum 1. Januar 2007 in der „neuen“ Slagelse Kommune in der Region Sjælland aufgegangen ist.
Von den 34.648 Einwohnern von Slagelse leben 8.157 im Kirchspiel Nørrevang (Stand: 1. Januar 2023).
Im Kirchspiel liegt die Kirche „Nørrevang Kirke“.
Nachbargemeinden sind im Nordosten Sønderup Sogn, im Osten Gudum Sogn, im Südosten Ottestrup Sogn, im Süden Sankt Mikkels Sogn, im Westen Sankt Peders Sogn und im Nordwesten Havrebjerg Sogn.